# Himna Baškortostana
Himna Republike Baškortostan (baškirsko Башҡортостан Республикаһының Дәүләт гимны, latinizirano: Başqortostan Respublikahınıñ Däwlät gimnı; rusko Государственный гимн Республики Башкортостан) je regionalna himna ruske zvezne države Baškortostan, sprejeta 12. oktobra 1993 in uradno potrjena 18. septembra 2008. Kot eden od državnih simbolov je omenjena v 112. členu Ustave Republike Baškortostan.
Uradna besedila himne so v baškirščini in v ruščini. Glasbo je zložil Farit Idrisov.

## Zgodovina
Himna je bila prvič odobrena z zakonom Republike Baškortostan 12. oktobra 1993. Glasbo "Republika" je prvotno sestavil Farit Idrisov 11. oktobra 1990, kasneje pa je bila uporabljena za himno. Glasba se uporablja tudi za baškirsko ljudsko pesem "Ural"  6. julija 1999 je bil sprejet zakon o državnih simbolih Republike Baškortostan.
Himna je izvajana med otvoritvenimi in zaključnimi slovesnostmi ter srečanji, posvečenimi državnim praznikom v Baškortostanu in v Rusiji. Izvajana je tudi med prisego ob nastopu funkcije vodje Baškortostana, med otvoritvenimi in zaključnimi zasedanji Državnega zbora - Kurultaj Republike Baškortostan, med uradno slovesnostjo dviga državne zastave in med obiski tujimi državniškimi obiski. 

## Besedila
Himno lahko izvajamo v baškirščini in ruščini, uradnih državnih jezikih Baškortostana. Igra se v orkestrskih zborovskih izvedbah, predvaja na videokasetah, televizijskih in radijskih oddajah.

### Baškirska različica
| Cirilica | Latinica | Arabska pisava | Prepis IPA |
| --- | --- | --- | --- |
| Беренсе куплет: Башҡортостан, һин һөйөклө ғәзиз ер, Халҡыбыҙҙың изге Ватаны. Сал Уралдан ҡалҡа бар тарафҡа Тыуған илдең тыныс ал таңы. Ҡушымта: Дан һиңә, Башҡортостан! Илен һөйгән азат халҡыңа дан! Рәсәй менән бөйөк берҙәмлектә Сәскә ат, Башҡортостан! Икенсе куплет: Башҡортостан, һин хөрмәтле данлы ил, Еңеү яулап алға бараһың. Киләсәккә яҡты нур-моң сәсә Һинең ғорур рухлы байрағың. Ҡушымта Өсөнсө куплет: Республикам, йондоҙ булып балҡы һин, Күкрәп йәшә, гүзәл илебеҙ. Тыуған ерҙә һүнмәҫ усағыбыҙ, Тыуған телдә тынмаҫ йырыбыҙ. Ҡушымта | Berense kuplet: Başqortostan, hin höyöklö ğäziz yer, Xalqıbız̧z̧ıŋ izge Watanı. Sal Uraldan qalqa bar tarafqa Tıwğan ildeŋ tınıs al taŋı. Quşımta: Dan hiŋä, Başqortostan! İlen höygän azat xalqıŋa dan! Räsäy menän böyök berz̧ämlektä Säskä at, Başqortostan! İkense kuplet: Başqortostan, hin xörmätle danlı il, Yeŋew yawlap alğa barahıŋ. Kiläsäkkä yaqtı nur-moŋ säsä Hineŋ ğorur ruxlı bayrağıŋ. Quşımta Ösönsö kuplet: Respublikam, yondoz̧ bulıp balqı hin, Kükräp yäşä, güzäl ilebez̧. Tıwğan yerz̧ä hünmäś usağıbız̧, Tıwğan teldä tınmaś yırıbız̧. Quşımta | :بئرئنسئ کوپلئت باشقوُرتوُستان، ه‍ين ه‍وُىوُکلوُ عﻪزیز ئر .حالقئبئذذئڴ يزگئ واتانئ سال ورالدان قالقا بار تارافقا .تئوعان یلدئڴ تئنئس ال تاڴئ :قوشئمتا !دان ه‍يڴه، باشقوُرتوُستان !يلئن ه‍وُىگه‌ن ازات حالقئڴا دان رﻪ‌سﻪ‌‌ی مئنﻪ‌ن بوُىوُک بئرذﻪملئکتﻪ !سﻪسکﻪ ات، باشقوُرتوُستان :یکئنسئ کوپلئت ،باشقوُرتوُستان، ه‍ین حوُرمﻪتلئ دانلئ یل .ئڴئو یاولاپ العا‌ باراه‍ئڴ کیلﻪسﻪککﻪ یاقتئ نور موُڴ سﻪسﻪ .‍هینئڴ عوُرور روحلئ باىراعئڴ قوشئمتا :وُسوُنسوُ کوپلئت رئسپوبلیکام، ىوُندوُذ بولئپ بالقئ ه‍ين .کوکرﻪپ ىﻪشﻪ گوزﻪل یلئبئذ تئوعان ئرذﻪ ه‍ونمﻪث وساعئبئذ .تئوعان تئلدﻪ تئنماث ىئرئبئذ قوشئمتا | [bɪ̞r̺ɪ̞nˈsɪ̞ kʊˈplʲet] [bɑʃqʊ̞r̺tʊ̞sˈtɑn ǀ hin hʏ̞jʏ̞kˈlʏ̞ ʁæˈzʲiz jɪ̞r̺ ǀ] [χɑɫqɯ̞bɯ̞ˈð̪ːɯ̞ŋ izˈgɪ̞ wɑtɑˈnɯ̞ ǁ] [sɑɫ ur̺ɑɫˈdɑn qɑɫˈqɑ ˈbɑr̺tɑr̺ɑfˌqɑ] [tɯ̞wˈʁɑn ilˈdɪ̞ŋ tɯ̞ˈnɯ̞s ɑɫtɑˈŋɯ̞ ǁ] [quʃɯ̞mˈtɑ] [dɑn hiˈŋæ \| bɑʃqʊ̞r̺tʊ̞sˈtɑn ‖] [iˈlɪ̞n hʏ̞jˈgæn ɑˈzɑt χɑɫqɯ̞ˈŋɑ dɑn ‖] [r̺æˈsæj mɪ̞ˈnæn bʏ̞ˈjʏ̞k bɪ̞r̺ð̪æmlɪ̞kˈtæ] [sæsˈkæ ɑt \| bɑʃqʊ̞r̺tʊ̞sˈtɑn ‖] [ikɪ̞nˈsɪ̞ kʊˈplʲet] [bɑʃqʊ̞r̺tʊ̞sˈtɑn \| hin χʏ̞r̺mætˈlɪ̞ dɑnˈɫɯ̞ il \|] [jɪ̞ˈŋɪ̞w jɑwˈɫɑp ɑɫˈʁɑ bɑr̺ɑˈhɯ̞ŋ ‖] [kʲilæsæˈkːæ jɑqˈtɯ̞ ˈnur̺mʊ̞ŋ sæˈsæ] [hiˈnɪ̞ŋ ʁʊ̞ˈr̺ur̺ r̺uχˈɫɯ̞ bɑjr̺ɑˈʁɯ̞ŋ ‖] [quʃɯ̞mˈtɑ] [ʏ̞sʏ̞nˈsʏ̞ kʊˈplʲet] [r̺ʲɪsˈpublʲikäm \| jʊ̞nˈdʊ̞ð̪ buˈɫɯ̞p bɑɫˈqɯ̞ hin \|] [kʏkˈr̺æp jæˈʃæ \| gʏˈzæl ilɪ̞ˈβɪ̞ð̪ ‖] [tɯ̞wˈʁɑn jɪ̞r̺ˈð̪æ hʏnˈmæθ̪ usɑʁɯ̞ˈbɯ̞ð̪ \|] [tɯ̞wˈʁɑn tɪ̞lˈdæ tɯ̞nˈmɑθ̪ jɯ̞r̺ɯ̞ˈbɯ̞ð̪ ‖] [quʃɯ̞mˈtɑ] |

### Ruska različica
| Cirilica | Romanizirano | Prepis IPA | Angleški prevod |
| --- | --- | --- | --- |
| I Башкортостан, Отчизна дорогая, Ты для нас священная земля. С Урала солнце всходит, озаряя Наши горы, реки и поля. Припев: Славься, наш Башкортостан! Судьбой народу ты для счастья дан! С Россией мы едины – и всегда Процветай, Башкортостан! II Башкортостан – ты наша честь и слава. Доброй волей, дружбой ты силён. И стяг твой реет гордо, величаво – Он свободой, братством окрылён. Припев III Республика, сияй звездой прекрасной, Ты ликуй в свершеньях и трудах! Родной очаг пусть никогда не гаснет, Пусть ведут нас песни сквозь года. Припев | I Baškortostan, Otčizna dorogaja, Ty dlja nas svjašcennaja zemlja. S Urala solnce vshodit, ozarjaja Naši gory, reki i polja. Pripev: Slavjsja, naš Baškortostan! Sudjboj narodu ty dlja sčastjja dan! S Rossijej my jediny – i vsegda Procvetaj, Baškortostan! II Baškortostan – ty naša čestj i slava. Dobroj volej, družboj ty siljon. I stjag tvoj rejet gordo, veličavo – On svobodoj, bratstvom okryljon. Pripev III Respublika, sijaj zvezdoj prekrasnoj, Ty likuj v sveršenjjah i trudah! Rodnoj očag pustj nikogda ne gasnet, Pustj vedut nas pesni skvozj goda. Pripev | I [bəʂkərtɐˈstan \| ɐˈt͡ɕːiznə dərɐˈɡajə \|] [ˈtɨ dlʲɪ ˈnas svʲɪˈɕːenːəjə zʲɪmˈlʲæ ‖] [s‿ʊˈralə ˈsont͡sɪ ˈfsxodʲɪt \| ɐzɐˈrʲæjə] [ˈnaʂɨ ˈgorɨ \| ˈrʲekʲɪ ˈi ˈpolʲə ‖] [prʲɪˈpʲef] [ˈslafʲsʲə ǀ ˈnaʂ bəʂkərtɐˈstan ǁ] [sʊdʲˈboj nɐˈrodʊ ˈtɨ dlʲɪ ˈɕːæsʲtʲjə ˈdan ǁ] [s‿rɐˈsʲijɪj ˈmɨ jɪˈdʲinɨ ǀ ˈi fsʲɪɡˈda] [prət͡svʲɪˈtaj ǀ bəʂkərtɐˈstan ǁ] II [bəʂkərtɐˈstan ǀ ˈtɨ ˈnaʂə ˈt͡ɕesʲtʲ ˈi ˈslavə ǀ] [ˈdobrəj ˈvolʲɪj ǀ ˈdruʐbəj ˈtɨ sʲɪˈlʲɵn ǁ] [ˈi ˈsʲtʲæk ˈtvoj ˈrʲejɪt ˈgordə ǀ vʲɪlʲɪˈt͡ɕævə ǀ] [ˈon svɐˈbodəj ǀ ˈbrat͡stvəm ɐkrɨˈlʲɵn ǁ] [prʲɪˈpʲef] III [rʲɪsˈpublʲɪkə ǀ sʲɪˈjæj zvʲɪzˈdoj prʲɪˈkrasnəj ǀ] [ˈtɨ lʲɪˈkuj f‿svʲɪrˈʂɛnʲjəx ˈi trʊˈdax ǁ] [rɐdˈnoj ɐˈt͡ɕæk ˈpusʲtʲ nʲɪkɐɡˈda ˈnʲe ˈgasʲnʲɪt ǀ] [ˈpusʲtʲ vʲɪˈdut ˈnas ˈpʲesʲnʲɪ ˈskvosʲ ˈgodɐ ǁ] [prʲɪˈpʲef] | I Bashkortostan, dear Fatherland, You are our sacred land. From the Urals, the sun rises, illuminating Our mountains, rivers and fields. Chorus: Hail our Bashkortostan! The fate of the people you are given for happiness! With Russia we are united – and always Flourish, Bashkortostan! II Bashkortostan – you are our glory and honor. Goodwill, friendship you are strong. And your banner flies proudly, majestically – It's freedom, brotherhood elated. Chorus III Republic, shine like a beautiful star You rejoice in the accomplishments and works! Their hearth will never goes out Let us lead the songs throughout the years. Chorus |